# Акизовые
Аки́зовые (лат. Akysidae) — семейство лучепёрых рыб из отряда сомообразных.
67 видов в 5 современных родах.

## Описание
Юго-Восточная Азия.
Обитают в пресных водоёмах.
Представители подсемейства Parakysinae обнаружены на Малайском полуострове, Суматре, Сараваке, и в западной и южной частях острова Борнео.
Большинство видов обычно встречаются в более глубоких частях относительно быстрых рек и лесных ручьёв.
Мелкого размера сомы (от 3 до 15 см) с криптической окраской и небольшими глазами. В спинном плавнике 1 сильная колючка и 4 или 5 мягких лучей. Есть жировой плавник. Имеют 4 пары усиков.

## Систематика
Семейство Akysidae является сестринским к кладе, формируемой семействами Sisoridae, Erethistidae и Aspredinidae.
67 видов (многие из них только недавно описаны) в 5 современных родах и 2 подсемействах, одно из которых (Parakysinae) ранее рассматривалось в качестве самостоятельного семейства:
- Подсемейство Akysinae
  -  Akysis
  -  Pseudobagarius
- Подсемейство Parakysinae
  -  Acrochordonichthys
  -  Breitensteinia
  -  Parakysis

## Охранный статус
Некоторые виды, например Acrochordonichthys chamaeleon, включены в Международную Красную книгу.